# Іванов Віктор Якимович
Ві́ктор Яки́мович Івано́в (6 лютого 1921 , Миколаїв, Миколаївська губернія  — невідомо ) — український інженер-конструктор, кораблебудівник, лауреат Шевченківської премії 1981 року.

## Біографія
Народився 6 лютого 1921 року в Миколаєві, тепер Миколаївська область, Україна. Учасник Другої світової війни.
1953 року закінчив Миколаївський кораблебудівний інститут.
В часі з 1956 по 1991 рік працював старшим інженером технічного відділу ЦКБ «Чорноморсуднопроект».
1958 року започаткував відділ художніх макетів, 1959 — вперше в царині суднобудування — розробив та втілив в життя об'ємну методику проектування приміщень кораблів, та практику макетів художньо-архітектурних видів кораблів.
В часі створення Музею суднобудування і флоту в Миколаєві провадив науково-пошукову роботу по розширеному вивченню історії парусного флоту, суднобудівництва та кораблебудівництва XVIII—XX століть. Його команда зібрала цінні історичні матеріали, по яких макетувальники під його орудою виготовили 22 демонстраційні моделі суден і кораблів різних часів.
Лауреат Шевченківської премії 1981 року — разом з Е. Шоріним, Т. Гусельниковою, М. Озерним, В. Семерньовим, Ю. Стешиним, Л. Хлопинською, Г. Чередниченко, Л. Керанчуком — «за створення Музею суднобудування і флоту в м. Миколаєві».